# Tramwaje we Fryburgu Bryzgowijskim
Tramwaje we Fryburgu Bryzgowijskim – system tramwajów elektrycznych funkcjonujący we Fryburgu Bryzgowijskim w Niemczech. Sieć ma 42,1 km i liczy 5 linii tramjowych. Operatorem jest miejskie przedsiębiorstwo Freiburger Verkehrs AG (VAG), a organizatorem przewozów – Regio-Verkehrsverbund Freiburg (RVF).

## Historia

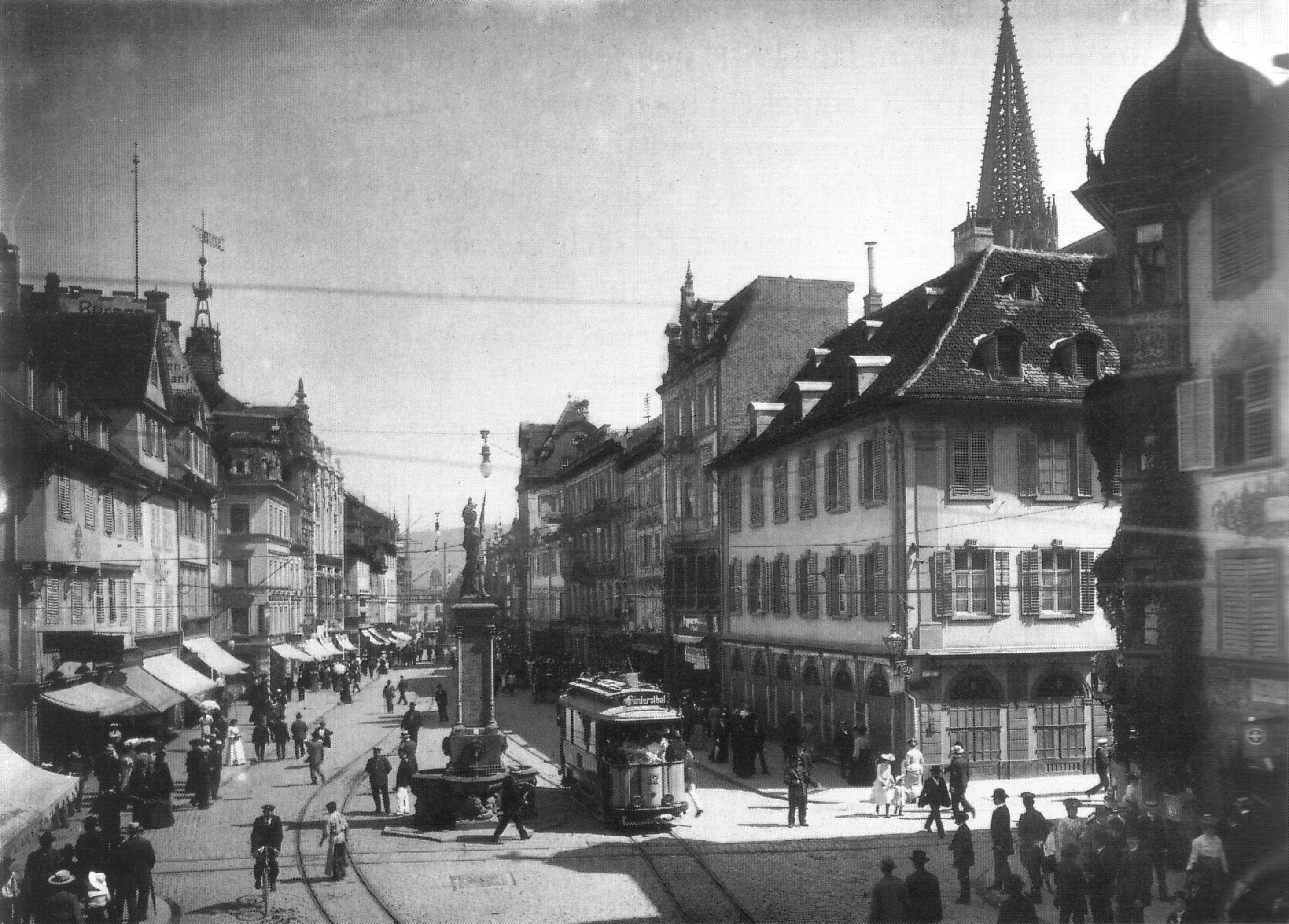
Przystanek przesiadkowy Bertoldsbrunnen, 1904

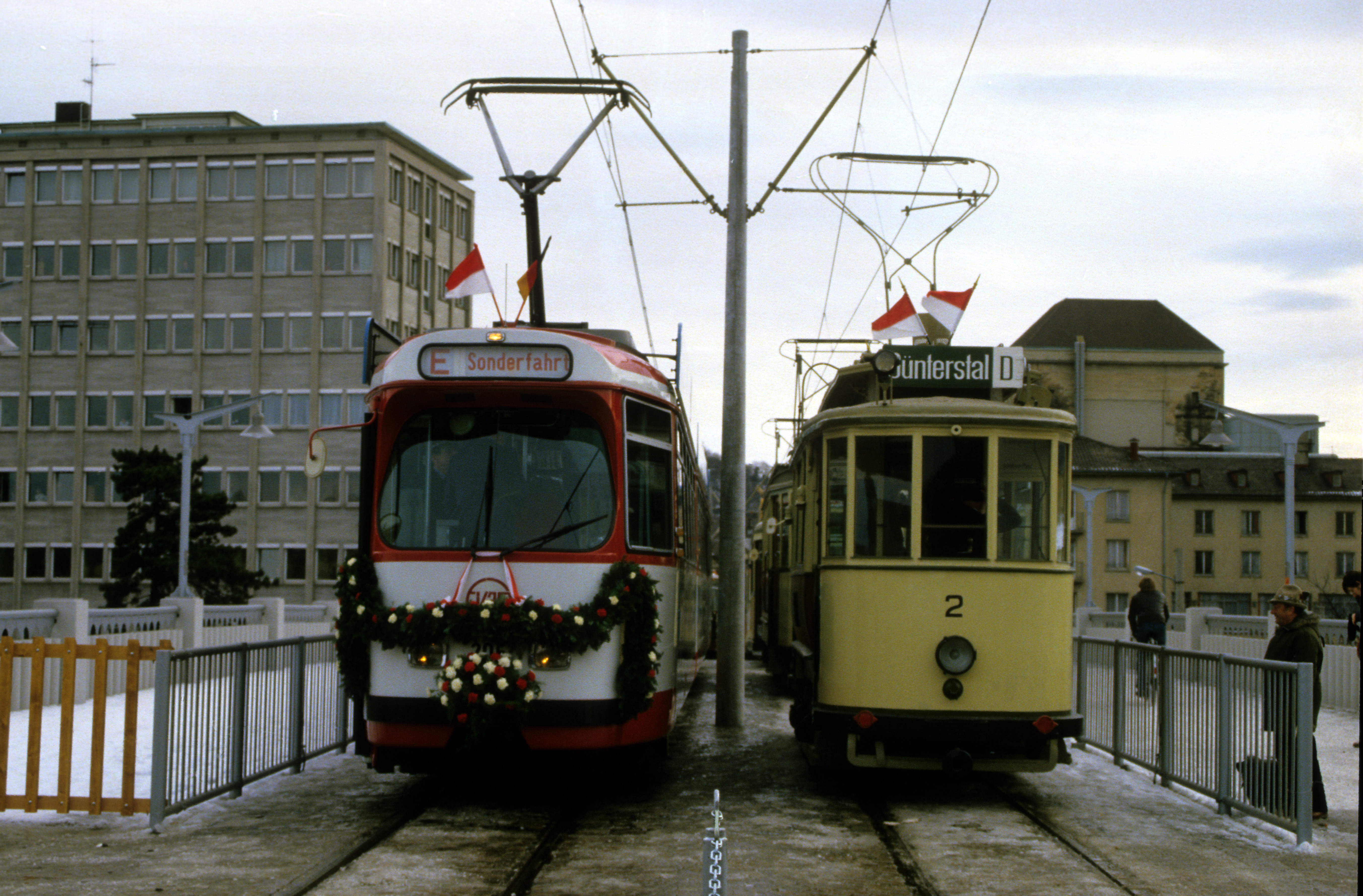
Otwarcie trasy tramwajowej przez Stühlingerbrücke, 1983

Pierwsze koncepcje budowy sieci tramwajowej we Fryburgu Bryzgowijskim pojawiły się w ostatniej dekadzie XIX wieku. W 1899 roku powołano Dyrekcję Zakładów Elektrycznych i Tramwajów (Direktion des Elektrizitätswerkes und der Straßenbahn), a w 1900 roku zlecono spółce Siemens & Halske budowę tramwaju. Wyzwaniem dla projektantów były znajdujące się w centrum Fryburga tzw. Bächle, czyli niewielkie kanały biegnące między jezdnią a krawężnikiem. W razie wykolejenia, wagon mógłby wpaść do takiego kanału. Ponadto należało odpowiednio zabezpieczyć przystanki, by wysiadający pasażerowie nie weszli do wody. Ostatecznie zdecydowano, że kanały pozostały w centrum jako symbol miasta. Eksploatację sieci tramwajowej rozpoczęto jesienią 1901 roku. Na koniec tego roku funkcjonowały cztery linie tramwajowe A–D, sieć liczyła 9 km i 34 przystanki. 
Kolejne lata przyniosły szybki rozwój sieci tramwajowej. Trasy linii B i C rozbudowano do dwutorowych, a także otwarto nowe odcinki sieci. Już w 1906 roku we Fryburgu kursowało 6 linii tramwajowych. Od 1909 roku linie są oznaczone cyframi arabskimi, a od 1921 roku dodatkowo kolorami. W wyniku nalotów w czasie II wojny światowej spora część sieci i pojazdów została uszkodzona. W drugiej połowie lat 40. reaktywowano większość ze zniszczonych odcinków. Pod koniec lat 50. funkcjonowało 5 linii tramwajowych. 
W 1971 roku do eksploatacji weszły pierwsze nowoczesne tramaje GT8 produkcji Düwag. Sieć tramwajowe we Fryburgu oparła się panującemu w latach 70. w Europie Zachodniej trendowi likwidacji tramwajów na rzecz autobusów i transportu indywidualnego. W 1972 roku zamknięto dla ruchu samochodowego Kaiser-Joseph-Straße, jednak nie zlikwidowano przebiegających tamtędy torów. W 1983 roku otwarto nową linię do Paduaalee, jednocześnie dokonano zmian tras dotychczas funkcjonujących linii. W 1984 roku przedsiębiorstwo wprowadziło pierwsze w Niemczech bilety miesięczne. Dzięki temu znacznie wzrosła liczba pasażerów. 
W 1990 roku na fryburskie tory wyjechał pierwszy tramwaj typu GT8N z niskopodłogowym członem, a od 1994 roku kursują także wagony GT8N z większym udziałem części niskopodłogowej. 

## Przewozy
We Fryburgu Bryzgowijskim funkcjonuje 5 stałych linii tramwajowych oznaczonych numerami od 1 do 5. Dodatkowo każdej przyporządkowany jest inny kolor. 
| Linia | Trasa                                                      |
| ----- | ---------------------------------------------------------- |
| 1     | Littenweiler – Bertoldsbrunnen – Landwasser                |
| 2     | Günterstal – Bertoldsbrunnen – Hauptbahnhof – Hornusstraße |
| 3     | Zähringen – Bertoldsbrunnen – Haid                         |
| 4     | Vauban – Bertoldsbrunnen – Messe                           |
| 5     | Rieselfeld – Haslach – Stadttheater – Europaplatz          |

## Tabor
| Producent | Typ                   | Eksploatacja od | Liczba sztuk | Zdjęcie |
| --------- | --------------------- | --------------- | ------------ | ------- |
| Duewag    | GT8K                  | 1981            | 2            |         |
| Duewag    | GT8N                  | 1990            | 10           |         |
| Duewag    | GT8D                  | 1993            | 26           |         |
| Siemens   | GT8C Combino Basic    | 1999            | 8            |         |
| Siemens   | GT8C Combino Advanced | 2004            | 10           |         |
| CAF       | GT8U Urbos            | 2015            | 17           |         |
| Suma:     | Suma:                 | Suma:           | 73           |         |

Źródło: 